# Ігарка (аеропорт)
Аеропорт Ігарка  (рос. Аэропорт "Игарка") (IATA: IAA, ICAO: UOII) — аеропорт в Красноярському краї, Росія розташовано в 3 км на південь від Ігарки. Об'єкт добре підтримується, проте через розташування на острові сполучення з містом можливо льодовою автострадою або поромом. Аеропорт розташований на острові Ігарському на березі Ігарської протоки Єнісею. Знаходиться за полярним колом, у зоні поширення багаторічної мерзлоти. 

## Загальна інформація
Летовище має ЗПС зі штучним покриттям і призначено для виконання рейсових, чартерних, тренувальних, контрольно-випробувальних польотів та авіаційних робіт. Місцевість в районі аеродрому рівнинна, покрита хвойно-листяним лісом висотою до 15-20 метрів.
На 2010 рік аеропорт міста Ігарки пов'язаний регулярними і чартерними повітряними повідомленнями з містами Красноярськ, Сургут, Ноябрськ, Уфа, Білоярський, регулярним вертолітним рейсом — з сел. Світлогорськ та с. Туруханськ. Прямого повітряного сполучення з Норильськом немає, тільки через Красноярськ. Хоча раніше був прямий маршрут Норильськ-Ігарка, літали Ан-2, ІЛ-14, вертольоти.
На 2010 рік пасажирські перевезення аеропорту Ігарка становлять 98 тис. осіб на рік, вантажні — близько 1,5 тис. тонн на рік. Головний пасажиропотік складають 4.5 тисячі осіб щомісячної вахтової зміни, в значній частині перевозяться рейсами з Москви. Доставка пасажирів в аеропорт і назад в місто здійснюється на поромі.

## Повітряні судна, що можуть бути прийняті
Ан-12, Ан-24, Ан-26, Ан-32, Ан-72, Ан-74, Іл-18, Іл-76, Ту-134, Ту-154, Як-40, Як-42 тощо. ПС 3-4 кл., вертольоти всіх типів, запасний для ПС всіх типів вагою до 190 тонн.

## Авіакомпанії і напрямки
| Авіакомпанія   | Пункт призначення                 |
| -------------- | --------------------------------- |
| Катекавіа      | Красноярськ-Ємельяново            |
| NordStar       | Красноярськ-Ємельяново, Норильськ |
| UTair Aviation | Красноярськ-Ємельяново, Сургут    |

## Пасажирообіг
Див. джерело запитів Вікіданих та джерела.